# 獨角獸查理
《獨角獸查理》是一部2005年的动画喜劇短篇電影，由佛罗里达州奥兰多市独立电影公司FilmCow的杰森·斯蒂尔（Jason Steele）创作，讲述了懒散而又悲观的独角兽查理被蓝色独角兽和粉色独角兽带去魔法糖果山冒险的故事。不料，最后证明这段旅程是个骗局，查理的肾脏被那两只独角兽偷走了。
斯蒂尔创作这部影片原本是当作送给母亲的生日礼物，影片结尾献给了她。后来她用TypeQueen的用户名将影片发布在Newgrounds上，结果迅速在网上流行起来。后来，这段影片由杰夫·斯旺森（Geoff Swanson）上传到YouTube上，获得了大量观看并持续走红。之后，还推出了一系列周边商品、四部续集以及一部名为“Charlie teh Unicron”的恶搞系列。系列的前三集收录在2009年发行的“The FilmCow Master Collection”（FilmCow大师合集）DVD中。

## 剧情
在一片宁静的草地上，独角兽查理正在休息，随后被一只蓝色的独角兽和一只粉色的独角兽叫醒。这两只独角兽告诉查理，他们找到了去魔法糖果山的地图，他一定要和他们一起去冒险。查理拒绝，继续睡觉。蓝色独角兽到查理身上蹦蹦跳跳，坚决要求他同行，同时讲着糖果山的细节纠缠不休，最终迫使查理不情愿地答应了他们的要求。
三只独角兽开始在森林中冒险，蓝色和粉色独角兽带查理去见了一只“魔法滑齒龍”，这只龙用听不懂的咕噜声告诉了他们前进的方向。然后三只独角兽穿过一座桥，蓝色独角兽不断唠叨查理（他担心自己的蹄子会被木屑刺伤），不断重复他的名字并提醒他他们正走在桥上。到达糖果山时，“糖果”招牌的字母（candy）活了过来，其中的“Y”唱了一首歌（曲调是《单簧管波尔卡》），劝说查理进入糖果洞。字母爆炸后，查理不情愿地走进了洞中，而蓝色和粉色独角兽则与他告别，然后查理在洞中被一个不明袭击者击晕。查理在草地上醒来时，惊恐地发现自己的一颗肾脏被偷走了。

## 角色
- 杰森·斯蒂尔声演独角兽查理，脾气暴躁而又懒散的独角兽，被两只独角兽纠缠，最终被迫前往糖果山[1]。他在旅途中一直持怀疑态度，并不相信糖果山真的存在[2]，但最终却发现糖果山确实存在[1]。
- 斯蒂尔还配音了蓝色和粉色的独角兽，他们不断烦扰查理，说服他与他们一起前往糖果山[2][3][1]。斯蒂尔为了搞笑效果，对这两只独角兽的性别和名字几乎没有透露。他认为，少透露角色的细节可以使他们“有些恐怖”和“更有趣”[4]。在2016年3月，他在自己的网站上上传了原始剧本，揭示蓝色和粉色独角兽在原剧本中被临时命名为Lolz和Roffle[5][6]。这两只独角兽在系列中没有被正式命名。
- “Y”的歌唱声同样由斯蒂尔配音，这也是他的首个音乐角色[7]。“Y”是一个与“C”“A”“N”和“D”一起居住在糖果山招牌上的拟人化字母。斯蒂尔在影片中演唱了“The Candy Mountain Cave”（糖果山洞）的音乐。
- 魔法滑齒龍在影片中短暂出现[3][8]，以其物种的自然叫声进行交流，声称能够引导独角兽们前往糖果山。斯蒂尔表示，许多人首次听说滑齒龍就是在《獨角獸查理》中，而且随着影片的走红，许多人会和影片一样错误地发音为/ˌleɪəˈplʊərədɒn/，而非正确发音/ˌlaɪoʊˈplʊərədɒn/[7]。

## 制作
独立动画师杰森·斯蒂尔毕业于羅德島設計學院，他在2005年构思了《獨角獸查理》，作为母亲生日的礼物，因为她喜欢独角兽相关的对话。斯蒂尔在飓风卡特里娜袭击新奥尔良后失去了工作和大部分财产。搬到奥兰多时，斯蒂尔声称“已经完全没钱了，但仍然想为即将到来的母亲生日准备礼物。”据斯蒂尔说：“她知道这一点后说，与其送礼物，不如为她做一部关于独角兽的动画片。所以我制作了《獨角獸查理》。十多年后，她仍然会提起她的生日礼物开启了我的事业。”
斯蒂尔在家里跑来跑去反复喊着“啦啦啦！”的时候想出了影片的第一个情节，然后很快就设想出了整个情节。据斯蒂尔称，这段影片的构思“是在瞬间完成的，没有任何修改。”影片主要以超现实幽默和黑色幽默为主。斯蒂尔声称，黑色幽默的灵感来自音乐家洛根·怀特赫斯特（Logan Whitehurst），他是斯蒂尔的偶像，曾为斯蒂尔2003年的电脑动画短片《秘密特工鲍勃》（Secret Agent Bob）作曲。斯蒂尔还说超现实的幽默与影片的明亮和欢快的氛围形成了鲜明对比。
斯蒂尔使用Adobe Photoshop绘制了《獨角獸查理》，使用Adobe Flash进行了动画制作，在Final Cut Pro中进行了剪辑。音讯录制使用了Amadeus II，音乐录制使用了库乐队。影片中有一段名为“The Candy Mountain Cave”（糖果山洞）的音乐片段，出现在查理拒绝进入糖果洞时，由山上的“Y”字母唱出。虽然最初打算让蓝色和粉色独角兽演唱这首歌，但是斯蒂尔发现以他们的声音快速唱歌非常困难，因此改由字母“Y”演唱。

## 反响
自从《獨角獸查理》推出以来，受欢迎程度不断上升。2005年，这段影片发布在Newgrounds上后，2006年，YouTube的杰夫·斯旺森将影片上传到YouTube网站，迅速获得了人气。到2007年，这段影片在互联网上的总观看量约为800万次。到2010年3月，影片的观看次数已攀升至4600万次。杰夫·斯旺森上传的影片目前在YouTube上已获得6800万次观看，而FilmCow官方YouTube频道上传的影片也获得了3700万次观看。
在线杂志Salon将该影片描述为“一只脾气暴躁的独角兽的不太可能的冒险”，并表示：“我们经常觉得自己就像独角兽查理。当我们在办公桌上打盹时，烦人的、色彩鲜艳的同事用他们卷曲的角戳我们，承诺远处有裹着糖衣的美好事物。我们是否鼓起勇气跟随他们，希望某种甜美的回报能打破我们日常生活中难以忍受的沉闷？他们真的值得信任吗？”该系列还吸引了许多名人，例如英国电视名人亚历克斯·扎恩（Alex Zane）和美国艺人凯文·佩雷拉（Kevin Pereira）与奥利维亚·穆恩。《荷里活報道》的布莱恩·哈姆林（Brian Hamlin）认为这段影片“极其愚蠢和令人厌烦”，但同时也“非常有趣和怪异，充满了独角兽的欢乐和音乐。”2010年，《時代》杂志的丹·弗莱彻（Dan Fletcher）将《獨角獸查理》列为“YouTube 50个最佳影片”之一，排名第49位，并表示：“《獨角獸查理》证明了一件事，那就是某些东西完全不需要有任何意义就可以获得狂热的追随者。”

## 续集、衍生作品和恶搞
共发布了四部续集：《獨角獸查理2》（2008）、《獨角獸查理3》（2009）、《獨角獸查理4》（2012）和《獨角獸查理：最终大结局》（Charlie the Unicorn: The Grand Finale，2021）。前三部延续了查理与蓝色和粉色独角兽一起冒险最终被骗的主题。2016年2月23日，FilmCow发布了一段名为“《獨角獸查理：最终大结局》Kickstarter”的影片，宣布计划在2016年12月推出一部时长三十分钟的最终大结局。Kickstarter筹集了209,247美元的资金。斯蒂尔于2019年10月10日在YouTube上发布了《最终大结局》的第一部分，计划随后发布另外五部分。第二部分于2020年6月15日发布。在2021年9月7日首映的第三部分的YouTube评论中，斯蒂尔表示，最终大结局将有五个部分。最终大结局于2021年10月23日全部发布。
2008年11月22日，作为YouTube Live流媒体活动的一部分，《獨角獸查理》的演员在一部由创作者杰森·斯蒂尔执导的短片中亮相，展示了YouTube Live与现实生活的碰撞，导致了多个网络迷因的现实化，包括理查德·艾斯利的回归和全球天气状况被改变为朱古力雨。这段短片通过一段时长43秒的影片进行宣传，影片中查理和两只独角兽试图拆除一颗炸弹，但被一大群海鸥袭击；这段短片与其宣传的影片没有任何联系，只是为了广告目的。2013年3月28日，为推广Playlist Live会议，发布了名为“《獨角獸查理》在Playlist Live”的影片，影片中三只独角兽在Playlist Live上与YouTube名人见面。
2009年3月1日，创作者杰森·斯蒂尔发布了一段与Hot Topic的《獨角獸查理》商品系列配套的影片，名为《獨角獸查理与恐怖墓穴》（Charlie the Unicorn and the Tomb of Horrors）。影片中，查理和两只独角兽爬上了一座古老的墓穴，墓穴中住着“一只黄鼠狼”，这只萨满黄鼠狼企图召唤一万年前曾摧毁世界的邪恶力量。
斯蒂尔还制作了一部四集短片恶搞系列，名为“Charlie teh Unicron”。斯蒂尔表示这一系列基于“如果《獨角獸查理》系列是由随便哪些乡民编写的会是什么样子。”另一部恶搞作品“Charlie the Yannicorn”于2013年制作。同年，在“Detective Heart of America: The Final Freedom”Kickstarter期间，发布了另一部恶搞作品“Charlie the Unitective Heart of America”，其中主角扮演了查理。这部虽然没有在FilmCow的主频道发布，不过可以在一个播放清單中找到。
FilmCow的YouTube频道上进行过多场查理与观众互动的直播活动，是为2016年该系列《最终大结局》Kickstarter筹款活动进行的宣传。然而，只有一场名为“《獨角獸查理》的奥斯卡直播奇观！”（Charlie the Unicorn's LIVE Oscars Spectacular!）的直播公开可看，而且是和第88屆奧斯卡金像獎同一时间直播的。

## 商品
因应影片的流行，FilmCow和零售商CafePress以及Hot Topic组成的合作伙伴推出了商品系列。商品上印有影片中角色的各种台词，并以多种形式出售，有T恤、胸针、馬克杯和头巾等。
2016年，斯蒂尔发布了一款名为《獨角獸查理约会模拟器》（Charlie the Unicorn Dating Simulator）的游戏和一本名为《獨角獸查理：梦境迷失》（Charlie the Unicorn: Lost in Dreamspace）的故事书。根据斯蒂尔的说法，这本故事书是“一部有插图的支线冒险，发生在《獨角獸查理2》结尾之后的一段时间里。”

## 其他媒体
《獨角獸查理》的演员还出现在2008年5月23日威瑟樂團单曲《Pork and Beans》的音樂錄影帶中，由影片制作公司Motion Theory的马修·卡伦（Mathew Cullen）执导，融入了许多网络现象，其中就有查理和蓝色及粉色独角兽。查理首先出现在一个模仿《特种部队》公共服务公告的片段中，乐队的动画版本作为孩子登场，《特种部队》系列中的角色廣和作为他们的导师出现，在胸口上有一个查理的纹身。三只独角兽在影片结尾与乐队和其他各种网络迷因一起出现。